# Grammy Awards 2000
La 42ª edizione dei Grammy Awards si è svolta il 23 febbraio 2000 presso lo Staples Center di Los Angeles.
L'artista trionfatore della serata è stato il chitarrista Santana, a cui sono andati otto premi (record di Michael Jackson eguagliato), nove se si considerano anche quelli ricevuti dal suo album Supernatural.

## Vincitori e candidati
I vincitori sono scritti in grassetto.

### Categorie principali

#### Registrazione dell'anno
- Smooth - Carlos Santana e Rob Thomas; Matt Serletic (produttore); David Thoener (ingegnere/mixer)
- I Want It That Way -  Backstreet Boys; Kristian Lundin & Max Martin (produttori); Kristian Lundin e Max Martin (ingegneri/mixers)
- Believe - Cher; Brian Rawling e Mark Taylor (produttori); Mark Taylor (ingegnere/mixer)
- Livin' la vida loca - Ricky Martin; Desmond Child e Robi Rosa (produttori); Charles Dye (ingegnere/mixer)
- No Scrubs - TLC; Kevin "Shekspere" Briggs (produttore); Leslie Brathwaite e Carlton Lynn (ingegneri/mixers)

#### Canzone dell'anno
- Smooth, scritta da Itaal Shur & Rob Thomas, cantata dai Santana e Rob Thomas
- I Want It That Way, scritta da Andreas Carlsson & Max Martin, cantata dai Backstreet Boys
- Livin' la vida loca, scritta da Desmond Child & Dräco Rosa, cantata da Ricky Martin
- Unpretty, scritta da Dallas Austin & Tionne Watkins, cantata da TLC
- You've Got a Way, scritta da Robert Lange & Shania Twain, cantata da Shania Twain

#### Miglior artista esordiente
- Christina Aguilera
- Britney Spears
- Macy Gray
- Kid Rock
- Susan Tedeschi

#### Album dell'anno
- Supernatural - Carlos Santana
- FanMail - TLC
- Fly - Dixie Chicks
- Millennium - Backstreet Boys
- When I Look in Your Eyes - Diana Krall

### Pop

#### Miglior album pop vocale
- Brand New Day - Sting
- Millennium - Backstreet Boys
- Believe - Cher
- Ricky Martin - Ricky Martin
- Mirrorball - Sarah McLachlan

#### Miglior interpretazione vocale pop femminile
- Sarah McLachlan - I Will Remember You (Live)
- Christina Aguilera - Genie in a Bottle
- Madonna - Beautiful Stranger
- Alanis Morissette - Thank U
- Britney Spears - ...Baby One More Time

#### Miglior interpretazione vocale pop maschile
- Sting - Brand New Day
- Marc Anthony - I Need to Know
- Lou Bega - Mambo No. 5
- Andrea Bocelli - Sogno
- Ricky Martin - Livin' la Vida Loca

#### Miglior interpretazione vocale pop di gruppo
- Santana e The Product G&B - Maria Maria
- Backstreet Boys - I Want It That Way
- Sixpence None the Richer - Kiss Me
- Smash Mouth - All Star
- TLC - Unpretty

#### Miglior collaborazione pop vocale
- Santana e Rob Thomas - Smooth
- Céline Dion ed Andrea Bocelli – The Prayer
- Whitney Houston e Mariah Carey – When You Believe
- 'N Sync e Gloria Estefan – Music of My Heart
- Santana e Dave Matthews – Love of My Life

### Dance/elettronica

#### Miglior registrazione dance
- Believe - Cher
- Don't Let This Moment End - Gloria Estefan
- Praise You - Fatboy Slim
- Waiting for Tonight - Jennifer Lopez
- I Will Go with You (Con te partirò) - Donna Summer

### Rock

#### Miglior album rock
- Supernatural - Santana
- Breakdown - Melissa Etheridge
- Significant Other - Limp Bizkit
- Californication - Red Hot Chili Peppers
- Echo - Tom Petty and the Heartbreakers

#### Miglior canzone rock
- Scar Tissue, scritta da Flea, John Frusciante, Anthony Kiedis e Chad Smith, cantata da Red Hot Chili Peppers
- Angels Would Fall, scritta da Melissa Etheridge e John Shanks, cantata da Melissa Etheridge
- Special, scritta da Garbage, cantata da Garbage
- Room at the Top, scritta da Tom Petty, cantata da Tom Petty and the Heartbreakers
- The Promise, scritta da Bruce Springsteen, cantata da Bruce Springsteen

#### Miglior interpretazione vocale rock femminile
- Sheryl Crow - Sweet Child o' Mine
- Tori Amos – Bliss
- Ani DiFranco – Jukebox
- Melissa Etheridge – Angels Would Fall
- Sarah McLachlan – Possession (live)

#### Miglior interpretazione vocale rock maschile
- Lenny Kravitz - American Woman
- Chris Cornell – Can't Change Me
- Everlast – What It's Like
- Bruce Springsteen – The Promise
- Tom Waits – Hold On

#### Miglior interpretazione rock di un duo o un gruppo
- Everlast e Santana - Put Your Lights On
- Garbage – Special
- Goo Goo Dolls – Black Balloon
- Hole – Malibu
- Red Hot Chili Peppers – Scar Tissue

#### Miglior canzone metal
- Iron Man - Black Sabbath

#### Miglior interpretazione metal
- Black Sabbath - Iron Man (Live)
- Ministry – Bad Blood
- Motörhead – Enter Sandman
- Nine Inch Nails – Starfuckers, Inc.
- Rob Zombie – Superbeast

#### Miglior canzone hard rock
- Whiskey in the Jar - Metallica

#### Miglior interpretazione hard rock
- Metallica - Whiskey in the Jar
- Alice in Chains - Get Born Again
- Buckcherry - Lit Up
- Kid Rock - Bawitdaba
- Korn - Freak on a Leash
- Limp Bizkit - Nookie

### Alternative

#### Miglior album di musica alternative
- Mutations - Beck
- Tori Amos – To Venus and Back
- Fatboy Slim – You've Come a Long Way, Baby
- Moby – Play
- Nine Inch Nails – The Fragile

### R&B

#### Miglior album R&B
- FanMail - TLC
- Mary - Mary J. Blige
- My Love Is Your Love - Whitney Houston
- R. - R. Kelly
- Back at One - Brian McKnight

#### Miglior canzone R&B
- No Scrubs, scritta da Kevin Briggs, Kandi Burruss e Tameka Cottle, eseguita da TLC
- All That I Can Say, scritta da Lauryn Hill, eseguita da Mary J. Blige
- Bills, Bills, Bills, scritta da Kevin Briggs, Kandi Burruss, Beyoncé, LeToya Luckett, LaTavia Roberson e Kelly Rowland, eseguita da Destiny's Child
- Heartbreak Hotel, scritta da K. Karlin, Tamara Savage e Carsten Schack, eseguita da Whitney Houston ft. Faith Evans e Kelly Price
- It's Not Right but It's Okay, scritta da LaShawn Daniels, Toni Estes, Fred Jerkins III, Darkchild ed Isaac Phillips, eseguita da Whitney Houston

### Country

#### Miglior album country
- Fly - Dixie Chicks

#### Miglior canzone country
- Come on Over - Shania Twain

### New Age

#### Miglior album new age
- Celtic Solstice - Paul Winter
- Citizen of the World - David Arkenstone
- Turning - Suzanne Ciani
- Inside Monument Valley - Paul Horn e R. Carlos Nakai
- Inner Voices - R. Carlos Nakai
- Plains - George Winston

### Rap

#### Miglior album rap
- The Slim Shady LP - Eminem
- E.L.E. (Extinction Level Event): The Final World Front - Busta Rhymes
- Da Real World - Missy Elliott
- I Am... - Nas
- Things Fall Apart - The Roots

#### Miglior interpretazione rap solista
- Eminem - My Name Is
- Busta Rhymes – Gimme Some More
- Q-Tip – Vivrant Thing
- 2Pac – Changes
- Will Smith – Wild Wild West

### Reggae

#### Miglior album reggae
- Calling Rastafari - Burning Spear
- Roots Revival - Aswad
- The Doctor - Beenie Man
- Living Legacy - Steel Pulse
- Generation Coming - Third World

### Produzione

#### Produttore dell'anno, non classico
- Walter Afanasieff
- Rob Cavallo
- Dann Huff
- Rick Rubin
- Matt Serletic

### Remix

#### Remixer dell'anno, non classico
- Club 69 – "Believe (Club 69 mixes)"
- Hex Hector
- Steve Hurley
- Masters at Work
- Soul Solution

### Videoclip

#### Miglior videoclip
- Freak on a Leash - Korn; Jonathan Dayton e Valerie Faris, Todd McFarlane & Graham Morris (registi); Terry Fitzgerald e Bart Lipton (produttori)
- All Is Full of Love - Björk
- Everything Is Everything - Lauryn Hill
- Back at One - Brian McKnight
- Unpretty - TLC

## Categorie speciali

### MusiCares Person of the Year
- Elton John